# Drago Plešivčnik
Drago Plešivčnik, slovenski kirurg in kulturni delavec, * 29. oktober 1929, Prevalje, † 27. april 2023, Legen
Bil je dolgoletni direktor Splošne bolnišnice Slovenj Gradec.

## Odlikovanja in nagrade
Leta 1997 je prejel srebrni častni znak svobode Republike Slovenije z naslednjo utemeljitvijo: »za zaslužni delež pri kulturni podobi Slovenj Gradca, za kulturno povezovanje Slovenije s svetom in za dolgoletno požrtvovalno delo na področju zdravstvene dejavnosti«.
Bi je častni občan Mestne občine Slovenj Gradec.